# Vassy (Anjouan)
Vassy ist eine Siedlung auf der Komoreninsel Anjouan im Indischen Ozean. 2016 hatte der Ort ca. 944 Einwohner.

## Geografie
Der Ort liegt an der steilen Südküste zwischen Hadongo (W) und Salamani (O) im Tal des Flusses Vassi.

## Klima
Nach dem Köppen-Geiger-System zeichnet sich Vassy durch ein tropisches Klima mit der Kurzbezeichnung Am aus. Die Temperaturen sind das ganze Jahr über konstant und liegen zwischen 20 °C und 25 °C.